# Bhagat Sadhna
Bhagat Sadhna, también llamado Sadhna Qasai, fue un poeta, santo, místico y uno de los devotos del norte de la India, cuyo himno fue incorporado en el Guru Granth Sahib. Venerado en la región de Punjab, entre los sijs y los ravidassias, su himno devocional es ampliamente citado por la mayoría de los predicadores. Un himno suyo está presente en el Adi Granth Sahib, en el Raga Bilaval.
Los seguidores de Bhagat Sadhna se llaman Sadhna Panthis. Su único monumento conmemorativo del que se tiene conocimiento es la mezquita Sadna Qasai, en Sirhind, donde falleció.

## Biografía

### Primeros años
Sadhna nació en el año 1180 d. C. en Sehwan Sharif, en Hyderabad, Sindh, en el reino de Soomra, dentro de una familia musulmana. Como sus antepasados se dedicaban al oficio de carniceros, él continuó con la profesión familiar, sacrificando cabras según el Dhabihah y vendiendo su carne.
Se dice que cerca de su tienda había árboles que proporcionaban sombra y una fuente de agua potable. Debido a esto, además de los clientes habituales, viajeros, santos e incluso forajidos solían detenerse a descansar al pasar por allí.
Desde su adolescencia, Sadhna mostró un gran interés por la espiritualidad, lo que le llevó a entablar discusiones espirituales con los santos que se detenían cerca de su tienda.

### Profanación del Shaligram
Sadhna utilizó shalágrama shilás como pesos en su profesión de carnicero. Este acto enfureció a los sadhus y pandits visnuistas. Por un lado, él pertenecía a una profesión y casta consideradas inferiores, y por otro, estaba menospreciando la adoración a los ídolos al usar un ídolo en la carne de animales, lo cual es considerado un pecado por los pandits. Estos eruditos religiosos solían discutir y debatir con él, pero Sadhna siempre lograba superarlos con su ingenio.
Se cuenta que uno de los santos Vaishnavas se llevó consigo las piedras. Sadhna no se opuso y no mostró resistencia alguna. El santo continuó adorando las piedras Shaligram, pero no experimentó el placer interno ni la sabiduría que había percibido en el estado, comportamiento y pensamientos de Sadhna. Desesperanzado, finalmente devolvió las piedras Shaligram que había tomado como pesas de Sadhna.
Sadhna predicaba que las «piedras Shaligram» no eran dioses, ya que eran simplemente piedras sin vida y no podían otorgar sabiduría a un ser vivo. Su búsqueda espiritual lo llevó a renunciar a la vida familiar. Dejó Sehwan y comenzó a recorrer el país predicando el amor a Dios.

### Disputa por adulterio
Este relato histórico data de la época en que Sadhna era joven, apuesto y con un cuerpo fuerte. Durante sus viajes por el norte de India, su apariencia agradó a una joven casada, quien deseaba tener relaciones sexuales con él. Cuando se lo propuso, Sadhna respondió que no podía tener relaciones sexuales con nadie fuera de su matrimonio. Ella pensó que Sadhna podría estar temiendo al marido de ella. Sin comprender los principios de Sadhna, mató a su esposo. Luego regresó con Sadhna y le contó lo que había hecho. Sadhna se quedó impactado y abandonó la zona después de darle un sermón. La mujer se sintió avergonzada y se quemó en la pira funeraria de su esposo, para que la gente siguiera pensando en ella como una Sati-Savitri.
Según las fuentes históricas, Sadhna expresó:
«Nadie conoce los caminos de las mujeres, mata a su esposo y luego se convierte en una sati».

Lo cual se popularizó como un proverbio y fue utilizado por muchos poetas y escritores más tarde. De acuerdo con algunos autores, Sadhna se dirigió al Punjab después de este incidente.

### Versión alternativa del incidente
Otra versión del relato sostiene que la esposa del hombre denunció ante la administración local que Sadhna la había violado. Sadhna fue arrestado y el magistrado lo sentenció a que le cortaran las manos. Después de llevar a cabo el castigo, Bhagat Sadhna fue liberado. Salió sin una mueca de dolor en su rostro, a pesar de la mutilación. Las devociones de Bhagat Sadhna demostraron ser tan efectivas que lo Divino le bendijo con unas nuevas manos que brotaron de su cuerpo.

### Muerte
Se cree que Bhagat Sadhna predicó en las regiones de Uttar Pradesh, Rajastán y Punjab. Bhagat Sadhna pasó su último día de vida en Sirhind, predicando su filosofía. Allí falleció, y se construyó una mezquita en su memoria, la cual ha sido preservada por el Gobierno de Punjab.
Las pinturas en la mezquita representan el estilo de arte "T". La mezquita está construida con ladrillos Sirhindi y se encuentra en la parte noroeste de la ciudad de Sirhind, cerca del cruce ferroviario, en el distrito de Fatehgarh Sahib, Punjab.

## Entre los Ravidasis
Los Ravidasis reconocen a Satgur Sadhna y predican sus enseñanzas y pensamientos. El propio Guru Ravidas, en sus himnos devocionales, reconoce y admira a Satgur Sadhna como un gran devoto, junto a Kabir, Bhagat Sain y Namdev.
Inicialmente, los Ravidasis veneraban el Guru Granth Sahib de los sijs, que era el único repositorio de la poesía devocional de Ravidas. Sin embargo, tras su separación de los sijs tradicionales, los Ravidassia compilaron su propio libro sagrado con las enseñanzas de Ravidass, llamado Amritbani. Muchos templos Ravidasis ahora usan este libro en lugar del Guru Granth Sahib.
A pesar de esto, no han incluido los escritos (Vani) de Bhagat Sadhna en él. Sin embargo, el Dera Sach Khand Ballan de Jalandhar, Punjab, el 30 de enero de 2010, en el 633.º aniversario del nacimiento de Ravidass, anunció los objetivos de la religión Ravidassia: propagar el bani y las enseñanzas de Ravidas, Valmiki, Namdev, Kabir, Trilochan, Sain y Sadhna.